# التليفون والتلغراف الأمريكي
شركة إيه تي أند تي, (AT&T)، هي اختصار لكلمة (American Telephone & Telegraph) شركة التيليفون والتلغراف الأمريكية، هي شركة اتصالات أمريكية تم دمجها مع شركة ساوثرن بيل تيليفون لتشكل شركة إيه تي أند تي المحدودة. اشتهرت الشركة بعد إطلاق أول قمر صناعي (قمر تيلستار) للبث التلفازي بين قارتي أوروبا وأمريكا الشمالية، بالتعاون مع شركة الناسا وشركات الاتصال البريطانية والفرنسية في 10 يوليو 1962.
و في قمة عطائها كانت الشركة توظف حوالي مليون موظف، وبلغت أرباح الشركة تقريباً 300 مليار دولار، بقيمة الدولار المتبدال في سنة 2006 (للمقارنة: بلغ الدخل السنوي لشركة إكسون موبيل 377.6 مليار دولار في سنة 2006).
حاولت الشركة أكثر من مرة في السيطرة على سوق الحواسيب، والأجهزة الشخصية للحاسوب، وسوق شركة يونكس للشبكات.

## مواضيع ذات صلة
- إيه تي أند تي المحدودة.